# Biopython
Biopython é uma biblioteca ou uma suite de ferramentas escritas em Python para manipulação de dados biológicos. Biopython apresenta uma coleção de classes, módulos e pacotes para análises de sequências biológicas, alinhamentos de sequências, estruturas de proteínas, genética de populações, filogenia, visualização de dados biológicos, detecção de regiões motivo em sequências, aprendizado de máquina, além de prover fácil acesso a bancos de dados biológicos.
O Projeto Biopython faz parte da coleção de Bio* projetos open-source mantidos pela Open Bioinformatics Foundation.

## História

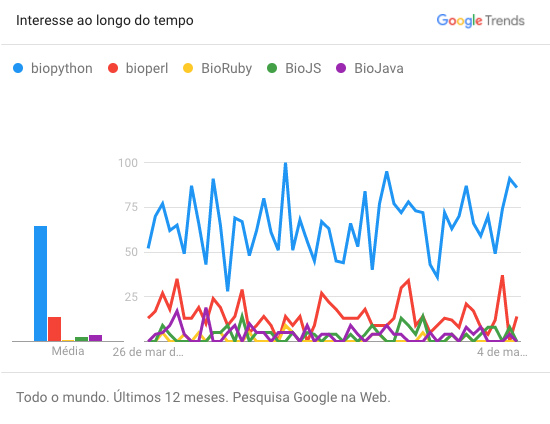
Lista dos Bio* Projetos mais populares no ano de 2018 segundo Google Trends.

O desenvolvimento do Biopython iniciou-se no ano de 1999. Foi lançado em julho do ano 2000, entretanto a primeira versão surgiu apenas em março de 2001 e a primeira versão estável em dezembro de 2002.
A ideia de produzir um pacote de programas para análises biológicas usando a linguagem Python foi encabeçada por Jeff Chang e Andrew Dalke, inspirados por Ewan Birney e pelo projeto BioPerl. Além de Jeff e Andrew, Brad Chapman logo se tornou um dos grandes colaboradores do projeto. Atualmente, Biopython conta com centenas de contribuidores.
Desde o ano de 2012, Biopython superou BioPerl e passou a ser considerado o mais popular dos Bio* Projetos mantidos pela Open Bioinformatics Foundation.

## Características
A utilização da linguagem Python foi sugerida por ser uma linguagem de alto nível, com tipagem dinâmica e com baixa curva de aprendizado, que vem sendo bastante adotada em projetos no ensino de princípios da computação. Biopython é um orientado a objetos. Biopython foi criado originalmente para rodar com Python 2, entretanto, a partir da versão 1.62 passou a suportar a execução em Python 3. A versão mais recente é a 1.70.
Biopython permite acesso a programas usados em bioinformática, manipulação de arquivos de diversos formatos, além de acesso remoto a diversas bases de dados. Dentre os programas, formatos e bases de dados, pode-se citar: SwissProt, UniGene, SCOP, ExPASy, GenBank, Medline, PubMed, além de execução de programas como BLAST (local ou remoto), Clustalw e FASTA.

## Downloade instalação
Biopython pode ser obtido em sua página oficial. Ele é suportado nos principais sistemas operacionais: Windows, Linux e MacOS. A instalação padrão em distribuições Linux requer apenas o download do arquivo de instalação, a descompactação e execução de três linhas de comando no terminal:
```
python
 
setup.py
 
build
python
 
setup.py
 
test

sudo
 
python
 
setup.py
 
install

```

No Windows, é possível realizar a instalação através de arquivos executáveis ou por meio do pip. Para isso acesse o CMD e execute o comando abaixo (o endereço do pip pode variar de acordo com a versão instalada do Python):
```
C
:
\
Python27
\
Scripts
\
pip
 
install
 
biopython

```

Instalando no MacOS:
```
pip
 
install
 
biopython

```

Para outros sistemas operacionais ou outros métodos de instalação, consulte a documentação oficial do Biopython.

## Exemplos

### Manipulações de sequências

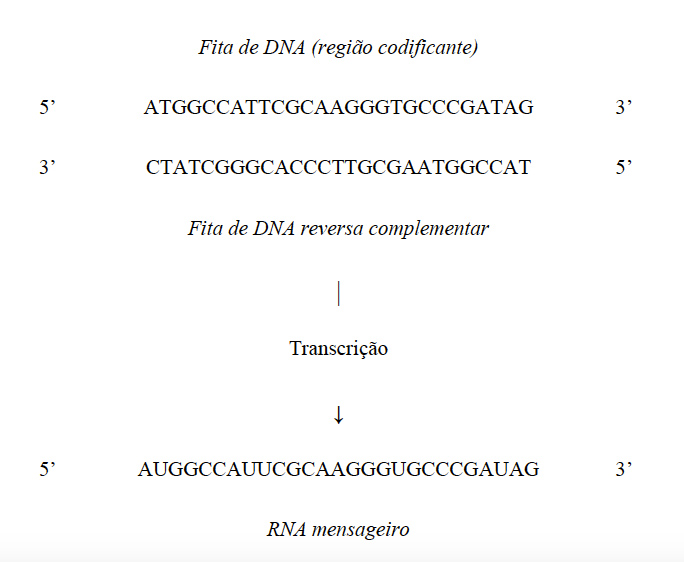
Processo de transcrição.

Em Biopython, sequências são declaradas como objetos e não como strings. O módulo necessário para manipulação de sequências é o Bio.Seq. Para trabalhar com sequências de nucleotídeos e aminoácidos é necessário ainda declarar o módulo Bio.Alphabet e a classe IUPAC, que define padrões internacionais para os alfabetos utilizados tanto para sequências de DNA, RNA e proteínas.

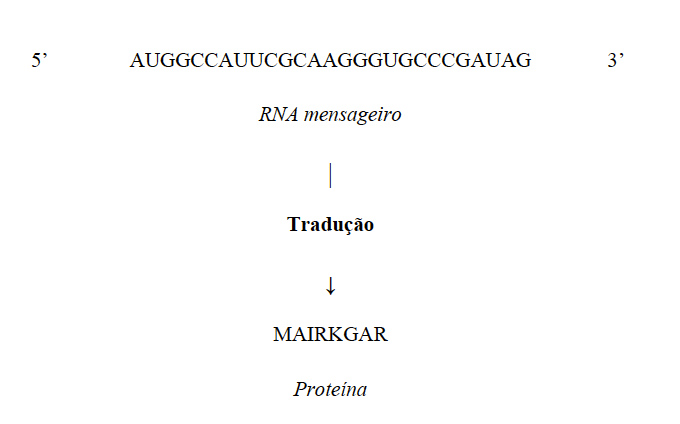
Processo de tradução.

A classe Seq apresenta métodos para manipulação de sequências, como por exemplo, a detecção da sequência complementar e complementar reversa de uma sequência de nucleotídeos pertencentes a DNA, métodos para transcrição (DNA -> RNA) e transcrição reversa (RNA -> DNA), além de métodos para tradução (RNA -> proteína / DNA -> proteína)..
```
from
 
Bio.Seq
 
import
 
Seq

from
 
Bio.Alphabet
 
import
 
IUPAC

# Criando uma sequencia exemplo

seq_exemplo
 
=
 
Seq
(
"ATG"
)

# Sequencia reversa e reversa complementar

seq_complementar
 
=
 
seq_exemplo
.
complement
()
 
#TAC

seq_complementar_reversa
 
=
 
seq_exemplo
.
reverse_complement
()
 
#CAT

# Transcricao

seq_rna
 
=
 
seq_exemplo
.
transcribe
()
 
#AUG

seq_dna
 
=
 
seq_rna
.
back_transcribe
()
 
#ATG

# Traducao

seq_proteina_rna
 
=
 
seq_rna
.
translate
()
 
#M

seq_proteina_dna
 
=
 
seq_dna
.
translate
()
 
#M

```

### Manipulando arquivos no formato FASTA
O formato FASTA é um padrão bastante utilizado em aplicações de bioinformática. Ele consiste num arquivo de sequências, a qual cada sequência possui um cabeçalho iniciado com o sinal de ">". Veja abaixo um exemplo de arquivo FASTA:
```
>Titulo_cabecalho_sequencia
CGATCGATCGACTATCAGCATCGATCGACTAGCATCGACTACGATGA
GACTATCAGCATCGATCGACTAGCATCGACTACGACGATCGATCTGA
CGACTATCAGCATCGATCGACTAGCATCGACTACGATGACGATCGAT
CGATCGAT

```

Biopython apresenta o módulo SeqIO para leitura e manipulação de arquivos em diversos formatos. Por exemplo, dado um arquivo denominado "nome_arquivo.fasta", pode-se utilizar o método SeqIO.parse para percorrer o arquivo e obter informações como: título do cabeçalho e sequência completa.
```
from
 
Bio
 
import
 
SeqIO

for
 
fasta
 
in
 
SeqIO
.
parse
(
"nome_arquivo.fasta"
,
"fasta"
):

    
#imprime id do cabecalho

    
print
 
fasta
.
id

    
#imprime sequencia completa

    
print
 
fasta
.
seq

```

O módulo SeqIO também pode ser utilizado para manipular outros formatos, como o formato GenBank, que armazena informações de anotações de proteínas em genomas.
```
from
 
Bio
 
import
 
SeqIO

# Manipulando arquivos no formato genbank

genomas
 
=
 
SeqIO
.
parse
(
'arquivo.genbank'
,
 
'genbank'
)

# Convertendo no formato FASTA

for
 
genoma
 
in
 
genomas
:

    
SeqIO
.
write
(
genoma
,
 
genoma
.
id
 
+
 
'.fasta'
,
 
'fasta'
)

```

### Anotação de sequências
A classe SeqRecord do módulo SeqIO permite o acesso a sequências de arquivos de anotação (formato "genbank"), além de outras informações como nome, descrição, informações sobre genes, CDS (sequência codificante), regiões de repetição, dentre outras informações.
```
#-*- Coding: utf-8 -*-

from
 
Bio
 
import
 
SeqIO

arquivo_gb
 
=
 
SeqIO
.
read
(
'pTC2.gb'
,
 
'genbank'
)

arquivo_gb
.
name

# 'NC_019375'

arquivo_gb
.
description

# 'Providencia stuartii plasmid pTC2, complete sequence.'

arquivo_gb
.
features
[
14
]

# SeqFeature(FeatureLocation(ExactPosition(4516), ExactPosition(5336), strand=1), type='mobile_element')

arquivo_gb
.
seq

# Seq('GGATTGAATATAACCGACGTGACTGTTACATTTAGGTGGCTAAACCCGTCAAGC...GCC', IUPACAmbiguousDNA())

```

### Estruturas de proteínas

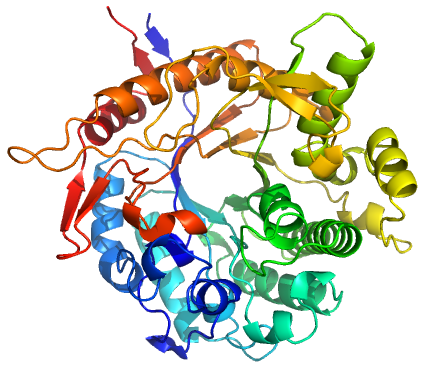
Exemplo de arquivo PDB (proteína beta-glicosidase de Paenibacillus polymyxa; PDB ID: 1BGA)

Biopython possui pacotes para manipulação de arquivos de estruturas de proteínas (formato PDB). O módulo Bio.PDB foi desenvolvido por Thomas Hamelryck e Bernard Manderick. Este módulo requer o pacote NumPy.
Bio.PDB converte um arquivo de estrutura tridimensional em um objeto Structure seguindo a chamada arquitetura EMCRA (Estrutura, Modelo, Cadeia, Resíduo e Átomo; no original SMCRA architecture). Nesta abordagem:
- uma estrutura consiste em modelos;
- um modelo consiste em cadeias;
- uma cadeia consiste em resíduos;
- um resíduo consiste em átomos.

#### Estrutura (structure)
O objeto structure está no topo da hierarquia. Seu id é uma string dada pelo usuário. Ela pode ser lida a partir do método get_structure( ), que deve ser aplicado a um objeto de PDBParser( ).
```
from
 
Bio.PDB
 
import
 
*

parser
 
=
 
PDBParser
()

estrutura
 
=
 
parser
.
get_structure
(
'NOME'
,
 
'FILE.pdb'
)

```

#### Modelo (model)
Estruturas obtidas por cristalografia de raio-x tendem a apresentar apenas um modelo, enquanto estruturas obtidas por NMR podem apresentar diversos modelos.
```
from
 
Bio.PDB
 
import
 
*

# Declaracoes do objeto

parser
 
=
 
PDBParser
()

estrutura
 
=
 
parser
.
get_structure
(
'NOME'
,
 
'FILE.pdb'
)

primeira_estrutura
 
=
 
estrutura
[
0
]

```

#### Cadeia (chain)
Cadeias representam a estrutura quaternária de uma proteína, que pode ter uma ou mais. Para Biopython, o id de uma cadeia, em geral, é um caracter.
```
from
 
Bio.PDB
 
import
 
*

parser
 
=
 
PDBParser
()

estrutura
 
=
 
parser
.
get_structure
(
'NOME'
,
 
'FILE.pdb'
)

# Coletando a primeira cadeia

primeira_estrutura
 
=
 
estrutura
[
0
]

cadeia_A
 
=
 
primeira_estrutura
[
'A'
]

```

#### Resíduo (residue)
O id de um resíduo é uma tupla composta por três elementos:
- hetero-field (hetfield): "W" em caso de molécula de água; "H_" seguido de um nome de resíduo (ex.: "H_ALA"); e vazio (padrão para qualquer aminoácido);
- sequence identifier (resseq; identificador de sequência): um valor inteiro que descreve a posição do resíduo;
- insertion code (icode; código de inserção): usado para preservar posições de resíduos; esse campo recebe uma string (ex.: 'A).

Entretanto, o hetero-field e o insertion code são opcionais. Observe o exemplo a seguir, a qual o 100º resíduo é extraído da cadeia A de uma proteína com apenas um modelo:
```
from
 
Bio.PDB
 
import
 
*

parser
 
=
 
PDBParser
()

estrutura
 
=
 
parser
.
get_structure
(
'NOME'
,
 
'FILE.pdb'
)

# Coletando o residuo 100

primeira_estrutura
 
=
 
estrutura
[
0
]

cadeia_A
 
=
 
primeira_estrutura
[
'A'
]

residuo_100
 
=
 
cadeia_A
[
100
]

```

Dois método podem ser aplicados a resíduos:
| Método         | Retorna                 |
| get_resname( ) | nome do resíduo         |
| has_id(name)   | testa se há certo átomo |

#### Átomo (atom)
O id de um átomo é uma string única para um resíduo (ex.: 'CA'; carbono-alfa).
```
from
 
Bio.PDB
 
import
 
*

parser
 
=
 
PDBParser
()

estrutura
 
=
 
parser
.
get_structure
(
'NOME'
,
 
'FILE.pdb'
)

# Coletando o carbono-alfa do residuo 100

primeira_estrutura
 
=
 
estrutura
[
0
]

cadeia_A
 
=
 
primeira_estrutura
[
'A'
]

residuo_100
 
=
 
cadeia_A
[
100
]

ca_residuo_100
 
=
 
residuo_100
[
'CA'
]

```

Além disso, Biopython permite a aplicação de diversos métodos para obtenção de informações sobre átomos.
| Método          | Retorna                 |
| get_name()      | nome do atomo           |
| get_id()        | id                      |
| get_coord()     | coordenadas atomicas    |
| get_vector()    | coordenadas como vetor  |
| get_bfactor()   | fator B                 |
| get_occupancy() | ocupancia               |
| get_altloc()    | localizacao alternativa |
| get_sigatm()    | parametros atomicos     |
| get_anisou()    | fator B anisotropico    |
| get_fullname()  | nome completo do atomo  |

#### Baixando arquivos PDB
É possível fazer o download de arquivos PDB usando o método retrieve_pdb_file( ), que recebe como parâmetro o código PDB.
```
from
 
Bio.PDB
 
import
 
*

pdb
 
=
 
PDBList
()

pdb
.
retrieve_pdb_file
(
'1BGA'
)

```

#### Salvando arquivos no formato PDB
Bioptyhon fornece a classe PDBIO( ) para permitir o salvamento de arquivos no formato PDB. No exemplo a seguir é criado um arquivo contendo apenas "alaninas":
```
class
 
AlaSelect
(
Select
):

    
def
 
accept_residue
(
self
,
 
residue
):

        
if
 
residue
.
get_name
()
==
'ALA'
:

            
return
 
True

        
else
:

            
return
 
False

io
 
=
 
PDBIO
()

io
.
set_structure
(
s
)

io
.
save
(
'somente_alaninas.pdb'
,
 
AlaSelect
())

```

#### Cálculo de distância entre átomos
No exemplo a seguir é demonstrado o cálculo de distância entre dois átomos (posições 1 e 2) da cadeia A de uma estrutura tridimensional armazenada no arquivo "FILE.pdb":
```
from
 
Bio.PDB
 
import
 
*

# Declaracoes do objeto

parser
 
=
 
PDBParser
()

estrutura
 
=
 
parser
.
get_structure
(
'NOME'
,
 
'FILE.pdb'
)

# Coletando carbonos alfa de dois residuos da cadeia A: 1 e 2

ca_residuo_1_A
 
=
 
estrutura
[
0
][
'A'
][
1
][
'CA'
]

ca_residuo_2_A
 
=
 
estrutura
[
0
][
'A'
][
2
][
'CA'
]

distancia
 
=
 
ca_residuo_1_A
 
-
 
ca_residuo_2_A

print
 
distancia
 
# 4.879

```

#### Salvando um arquivo PDB em formato FASTA
É possível salvar um arquivo PDB em formato FASTA, entretanto é necessário o uso de CaPPBuilder( ) para auxiliar nesse processo.
```
from
 
Bio.PDB
 
import
 
*
 
  

parser
 
=
 
PDBParser
()
 

peptideos
 
=
 
CaPPBuilder
()
 
  

estrutura
 
=
 
parser
.
get_structure
(
'BGA'
,
 
'1BGA.pdb'
)
 
  

# Criando um arquivo FASTA 

w
 
=
 
open
(
"1BGA.fasta"
,
"w"
)

# Loop que le todas as cadeias de uma estrutura de proteina

for
 
cadeia
 
in
 
estrutura
[
0
]:
 
  
cadeia_atual
 
=
 
cadeia
.
id
 
  
  
# Para cada cadeia leia todos os residuos

  
for
 
residuo
 
in
 
peptideos
.
build_peptides
(
cadeia
):
  
    
residuo_atual
 
=
 
residuo
.
get_sequence
()
 
    
fasta
 
=
 
">Cadeia_
%s
\n
%s
\n
"
 
%
(
cadeia_atual
,
residuo_atual
)
 
    
print
 
fasta
 
     
    
w
.
write
(
fasta
)
 
  

w
.
close
()

```

#### Alinhamento estrutural
O módulo Bio.PDB permite o alinhamento estrutural entre arquivos PDB usando a classe Superimposer( ). Alinhamento estrutural é uma técnica da bioinformática estrutural que visa alinhar (rotacionar e translacionar) uma ou mais estruturas tridimensionais de macromoléculas a uma macromolécula referência.

No exemplo a seguir, o arquivo "2.pdb" (PDB2) será alinhado estruturalmente ao arquivo "1.pdb" (PDB1). Ao final, um novo arquivo denominado "3.pdb", com novas coordenadas será salvo no mesmo diretório de execução do arquivo. Observe que para o alinhamento ser realizado, é necessário percorrer a variável que recebe a estrutura da proteína para obter-se os átomos. Por fim, os átomos do PDB2 são alinhados aos átomos do PDB1 e um novo arquivo é salvo com as novas coordenadas e o RMS é exibido.
```
from
 
Bio.PDB
 
import
 
*

import
 
numpy

# Lendo os pdbs

PDB1
 
=
 
PDBParser
()
.
get_structure
(
'PDB1'
,
'1.pdb'
)

PDB2
 
=
 
PDBParser
()
.
get_structure
(
'PDB2'
,
'2.pdb'
)

# Extraindo os atomos

ref_atoms
 
=
 
[]
 
#PDB1

alt_atoms
 
=
 
[]
 
#PDB2

for
 
ref_chain
,
 
alt_chain
 
in
 
zip
(
PDB1
[
0
],
 
PDB2
[
0
]):

	
for
 
ref_res
,
 
alt_res
 
in
 
zip
(
ref_chain
,
 
alt_chain
):

		
for
 
ref_a
,
 
alt_a
 
in
 
zip
(
ref_res
,
 
alt_res
):

			
ref_atoms
.
append
(
ref_a
)
                
			
alt_atoms
.
append
(
alt_a
)

# Fazendo a sobreposicao

si
 
=
 
Superimposer
()

si
.
set_atoms
(
ref_atoms
,
 
alt_atoms
)

si
.
apply
(
PDB2
.
get_atoms
())

# Salvando o novo arquivo PDB

io
 
=
 
PDBIO
()

io
.
set_structure
(
PDB2
)

io
.
save
(
"3.pdb"
)

# Obtendo o RMS

print
 
si
.
rms

```

### Visualização de dados biológicos

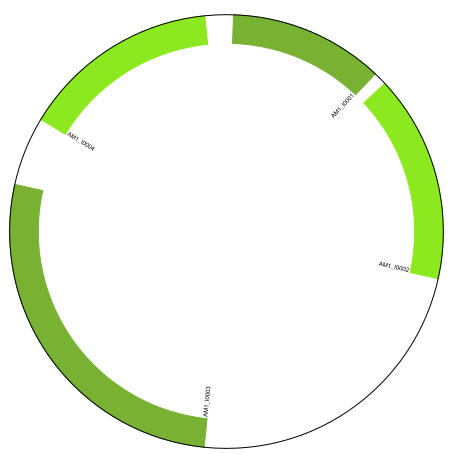
Representação de regiões codificadoras em genomas usando Biopython

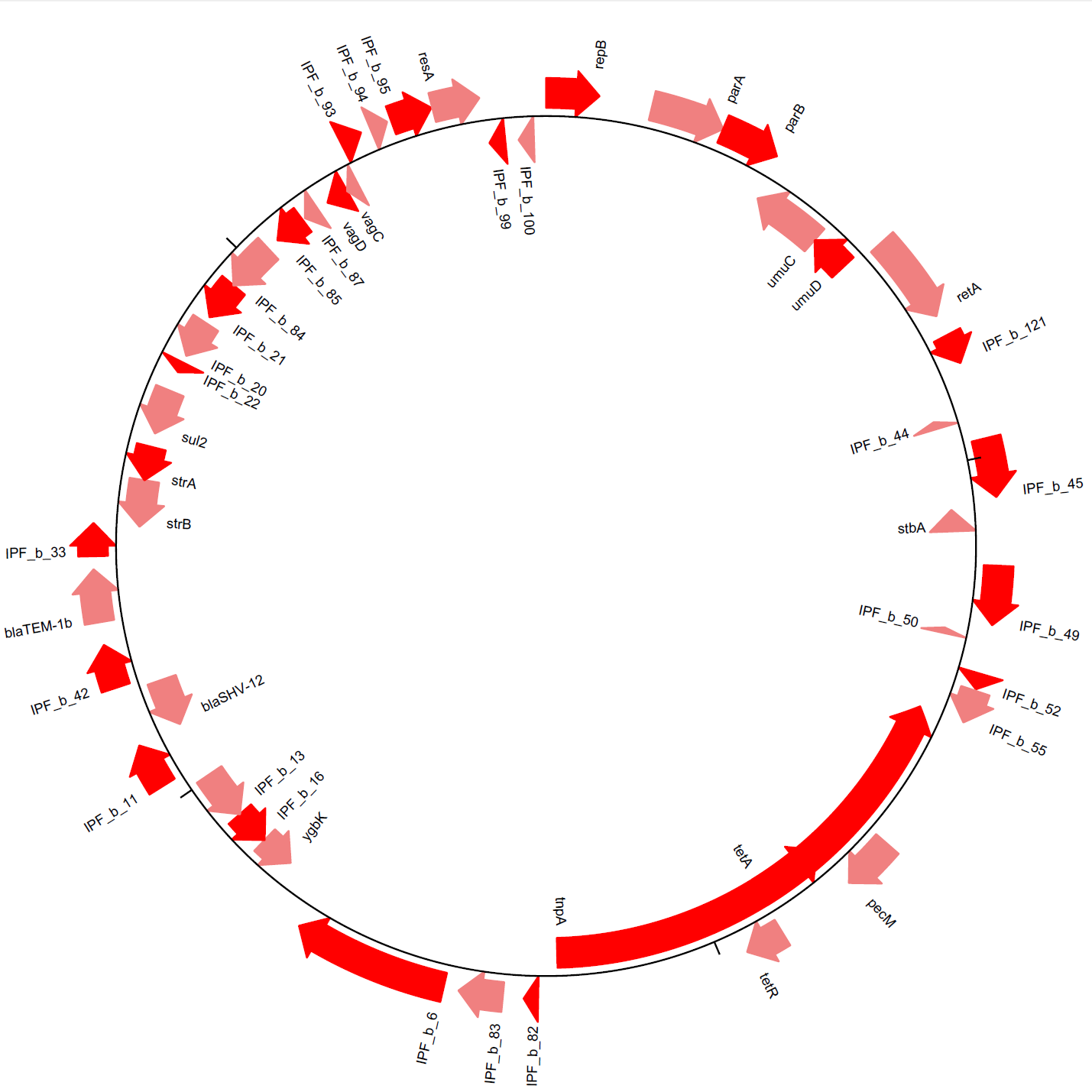
Diagrama dos genes no plasmídeo pKPS77 visualizado usando o módulo GenomeDiagram.

Biopython possui um conjunto de métodos para auxiliar na produção de visualização de dados biológicos. Python apresenta o módulo pylab, que auxilia na construção de visualizações de dados. Biopython apresenta o pacote Bio.Graphics que trabalha em paralelo com a biblioteca ReportLab.

#### Visualização de genomas
O pacote Bio.Grafics apresenta o módulo GenomeDiagram para visualização de sequências. Bio.Graphics pode ser utilizado para visualização de regiões codificadoras e comparações sintênicas entre genomas. No exemplo a seguir temos a implementação da visualização de CDS em um arquivo de anotações gênicas no formato GenBank. 
```
from
 
Bio
 
import
 
SeqIO

from
 
Bio.Graphics
 
import
 
GenomeDiagram

from
 
reportlab.lib
 
import
 
colors

from
 
reportlab.lib.units
 
import
 
cm

# Recebendo o arquivo com as anotacoes genicas

arquivo
 
=
 
SeqIO
.
read
(
"arquivo.gbk"
,
 
"genbank"
)

# Declarando o diagrama

gd_diagram
 
=
 
GenomeDiagram
.
Diagram
(
"plasmideo"
)

gd_track_for_features
 
=
 
gd_diagram
.
new_track
(
1
,
 
name
=
"Anotacoes"
)

gd_feature_set
 
=
 
gd_track_for_features
.
new_set
()

# Crie uma retangulo para cada gene

for
 
feature
 
in
 
arquivo
.
features
:

    
if
 
feature
.
type
 
!=
 
"gene"
:

        
# Despreza a feature que nao sao genes

        
continue

    
if
 
len
(
gd_feature_set
)
 
%
 
2
 
==
 
0
:

        
color
 
=
 
colors
.
HexColor
(
'#79B134'
)

    
else
:

        
color
 
=
 
colors
.
HexColor
(
'#8DE91D'
)

    
gd_feature_set
.
add_feature
(
feature
,
 
color
=
color
,
 
label
=
True
)

# Desenhando

gd_diagram
.
draw
(
format
=
"circular"
,
 
circular
=
True
,
 
pagesize
=
(
25
*
cm
,
25
*
cm
),
start
=
0
,
 
end
=
len
(
arquivo
),
 
circle_core
=
0.7
)

# Salvando figura

gd_diagram
.
write
(
"plasmideo.png"
,
 
"PNG"
)

```

#### Sintenia entre genomas
Define-se sintenia como regiões conservadas entre diferentes genomas de dois ou mais organismos. Para determinação de sintenia, utiliza-se ferramentas de alinhamento local, como por exemplo o BLAST. Em bioinformática, a visualização de sintenia permite comparações entre grandes blocos de genomas e pode ser realizada com ferramentas como ACT, CONTIGuator, MUMmer.

No exemplo a seguir a sintenia entre dois genomas é executada. Como entrada são utilizados dois arquivos no formato GenBank. 

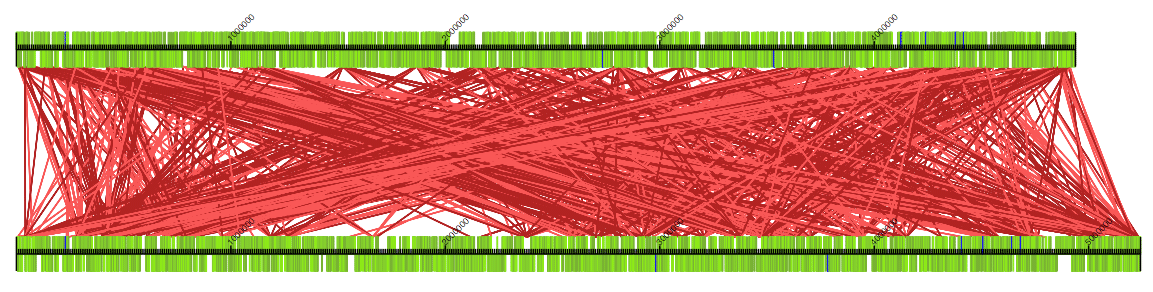
Comparação de sintenia entre genomas gerada usando o pacote Bio.Grafics do Biopython.

```
# -*- coding: utf-8 -*-

# Sintenia entre genomas

# Pacotes necessarios

from
 
Bio
 
import
 
SeqIO
 

from
 
Bio.Graphics
 
import
 
GenomeDiagram
 

from
 
reportlab.lib
 
import
 
colors
 

from
 
reportlab.lib.units
 
import
 
cm
 

from
 
Bio.Graphics.GenomeDiagram
 
import
 
CrossLink
 

from
 
reportlab.lib
 
import
 
colors
 

from
 
Bio.Blast.Applications
 
import
 
*
 

import
 
sys
 
  

# Recebendo os dados pela chamada do programa: python script.py A B

A
 
=
 
sys
.
argv
[
1
]
 

B
 
=
 
sys
.
argv
[
2
]
 
  

A1
 
=
 
SeqIO
.
read
(
A
,
"genbank"
)
 

B1
 
=
 
SeqIO
.
read
(
B
,
"genbank"
)
 
  

# Usando BLAST para comparar genomas

SeqIO
.
convert
(
A
,
 
"genbank"
,
 
A
+
".fasta"
,
 
"fasta"
)
 

SeqIO
.
convert
(
B
,
 
"genbank"
,
 
B
+
".fasta"
,
 
"fasta"
)
 
 

comando_blastn
 
=
 
NcbiblastnCommandline
(
 \ 

query
=
A
+
".fasta"
,
 
subject
=
B
+
".fasta"
,
 \ 

outfmt
=
"'6 qstart qend sstart send pident'"
,
\ 

out
=
"blast_"
+
A
+
"_"
+
B
+
".txt"
)
 

stdout
,
 
stderr
 
=
 
comando_blastn
()
 

blast
 
=
 
open
(
"blast_"
+
A
+
"_"
+
B
+
".txt"
)
 
  

# Iniciando a figura 

name
 
=
 
A
+
"_"
+
B
 

gd
 
=
 
GenomeDiagram
.
Diagram
(
name
)
 
  

gA
 
=
 
gd
.
new_track
(
1
,
name
=
"A"
,
height
=
0.5
,
 \ 

start
=
0
,
end
=
len
(
A1
))
 

gA1
 
=
 
gA
.
new_set
()
 

gB
 
=
 
gd
.
new_track
(
3
,
name
=
"B"
,
height
=
0.5
,
 \ 

start
=
0
,
end
=
len
(
B1
))
 

gB1
 
=
 
gB
.
new_set
()
 
  

# Cores CDSs L intercalado 

c1
 
=
 
"#79B134"
 

c2
 
=
 
"#8DE91D"
 
  

# Colore um quadrado para cada CDS do arquivo A 

cont
 
=
 
1
 

for
 
i
 
in
 
A1
.
features
:
 
  
  
if
 
i
.
type
 
==
 
"CDS"
:
 
  
    
if
 
cont
 
%
 
2
 
==
 
1
:
 

color_atual
 
=
 
c1
 
    
else
:
 
      
color_atual
 
=
 
c2
 
    
gA1
.
add_feature
(
i
,
 
label
=
False
,
 \ 

label_position
=
"start"
,
color
=
color_atual
)
 
  
    
cont
 
+=
 
1
 
  
  
if
 
i
.
type
 
==
 
"rRNA"
:
 
    
color_atual
 
=
 
colors
.
blue
 
    
gA1
.
add_feature
(
i
,
 
label
=
False
,
\ 

label_position
=
"start"
,
color
=
color_atual
)
 
  

# Colore um quadrado para cada CDS do arquivo B 

cont
 
=
 
1
 

for
 
i
 
in
 
B1
.
features
:
 
  
  
if
 
i
.
type
 
==
 
"CDS"
:
 
    
if
 
cont
 
%
 
2
 
==
 
1
:
 
      
color_atual
 
=
 
c1
 
    
else
:
 
      
color_atual
 
=
 
c2
 
    
gB1
.
add_feature
(
i
,
 
label
=
False
,
\ 

label_position
=
"start"
,
color
=
color_atual
)
 
    
cont
 
+=
 
1
 
  
  
if
 
i
.
type
 
==
 
"rRNA"
:
 
    
color_atual
 
=
 
colors
.
blue
 
    
gB1
.
add_feature
(
i
,
 
label
=
False
,
\ 

label_position
=
"start"
,
color
=
color_atual
)
 
  

# Marca na figura os trechos sintenicos 

for
 
b
 
in
 
blast
:
 
  
qstart
 
=
 
int
(
b
.
split
(
"
\t
"
)[
0
])
 
  
qend
 
=
 
int
(
b
.
split
(
"
\t
"
)[
1
])
 
  
sstart
 
=
 
int
(
b
.
split
(
"
\t
"
)[
2
])
 

send
 
=
 
int
(
b
.
split
(
"
\t
"
)[
3
])
 
  
identidade
 
=
 
(
float
(
b
.
split
(
"
\t
"
)[
4
])
*
0.8
)
/
100
 
  
  
# Detectando inversoes 

  
qinv
 
=
 
qend
 
L
 
qstart
 
  
sinv
 
=
 
send
 
L
 
sstart
 
  
  
if
 
(
qinv
 
>
 
0
 
and
 
sinv
 
>
 
0
)
 
or
 \ 

(
qinv
 
<
 
0
 
and
 
sinv
 
<
 
0
):
 
    
cor
 
=
 
colors
.
Color
\ 

(
1
,
.341176
,
.341176
,
identidade
)
 
  
else
:
 
    
cor
 
=
 
colors
.
firebrick
 
     
  
gd
.
cross_track_links
.
append
(
CrossLink
((
gA
,
 \ 

qstart
,
 
qend
),(
gB
,
 
sstart
,
 
send
),
color
=
cor
))
 
  

gd
.
draw
(
format
=
"linear"
,
 
pagesize
=
(
8
*
cm
,
29.7
*
cm
),
 \ 

fragments
=
1
)
 
  

# Gera a figura de sintenia

gd
.
write
(
name
 
+
 
".pdf"
,
 
"PDF"
)

```

O primeiro genoma é exibido acima e o segundo abaixo. Linhas vermelhas indicam regiões sintênicas. Cada linha verde representa um gene. Linhas azuis representam regiões codificadoras de RNA ribossomal.

### Filogenia

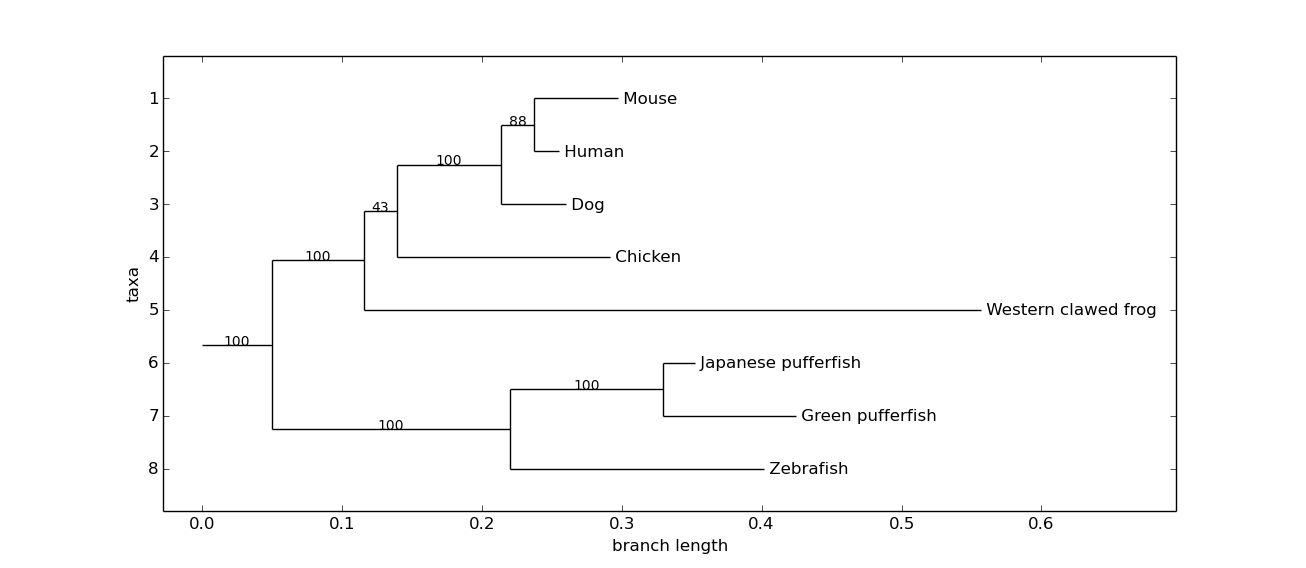
Uma árvore filogenética enraizada criada por Bio.Phylo mostrando a relação entre diferentes organismos.

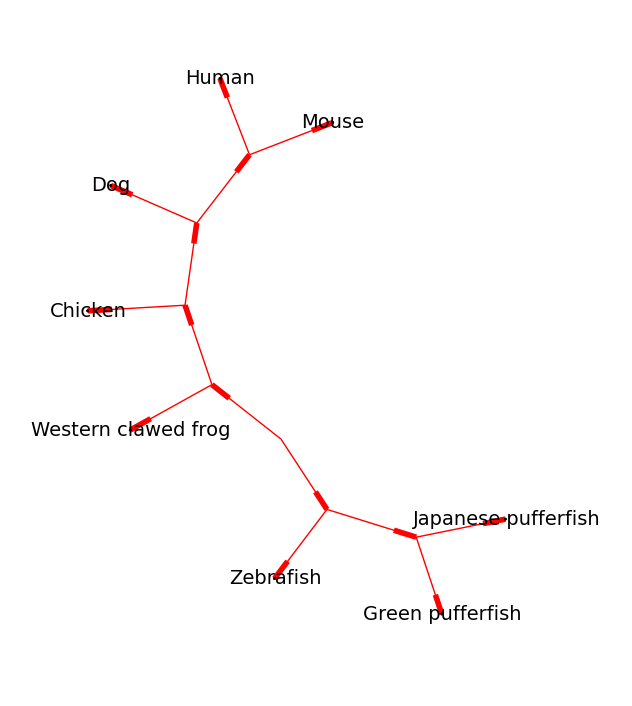
Árvore filogenética desenhada usando o Graphviz via Bio.Phylo.

Biopython apresenta o módulo Bio.Phylo, que fornece métodos para manipular árvores filogenéticas. Bio.Phylo suporta diversos formatos, como por exemplo phyloXML, Newick e NEXUS. Manipulações e travessias de árvore comuns são suportadas através dos objetos "Tree" e "Clade". Os exemplos incluem a conversão e o agrupamento de arquivos de árvores, a extração de subconjuntos de uma árvore, a alteração da raiz de uma árvore e a análise de recursos de ramificações, como comprimento ou pontuação.
Árvores enraizadas podem ser desenhadas em ASCII ou usando o matplotlib, e a biblioteca Graphviz pode ser usada para criar layouts não-arraigados.

### Genética de populações
O módulo Bio.PopGen adiciona suporte ao Biopython para Genepop, um pacote de software para análise estatística da genética de populações. Isso permite análises do equilíbrio de Hardy-Weinberg, desequilíbrio de ligação e outras características das frequências alélicas de uma população.
Este módulo também pode realizar simulações genéticas de populações usando a teoria coalescente com o programa fastsimcoal2.

### Acessando bases de dados online
Biopython permite o download de arquivos de bases de dados online, como por exemplo as bases de dados de nucleotídeos do NCBI, por meio do módulo Entrez.
```
#-*- Coding: utf-8 -*-

# Download de genomas do NCBI e salvar em formato FASTA

from
 
Bio
 
import
 
Entrez

from
 
Bio
 
import
 
SeqIO

# Definições

saida
 
=
 
open
(
'arquivo.fasta'
,
 
"w"
)

Entrez
.
email
 
=
 
'meu_email@examplo.com'

itens_para_baixar
 
=
 
[
'FO834906.1'
,
 
'FO203501.1'
]

# Para cada download

for
 
item
 
in
 
itens_para_baixar
:

    
handle
 
=
 
Entrez
.
efetch
(
db
=
'nucleotide'
,
 
id
=
item
,
 
rettype
=
'gb'
)

    
seqRecord
 
=
 
SeqIO
.
read
(
handle
,
 
format
=
'gb'
)

    
handle
.
close
()

    
saida
.
write
(
seqRecord
.
format
(
'fasta'
))

```

## Wrappers
Biopython possui métodos para fácil execução de ferramentas externas e manipulação dos arquivos de saída. Os principais pacotes são:
- Bio.Align.Applications: permite acesso a ferramentas de alinhamento;
- Bio.Blast.Applications: permite acesso a alinhamentos locais de sequência com BLAST;
- Bio.Emboss.Applications: permite o acesso a aplicações Emboss;
- Bio.Sequencing.Applications: permite acesso a ferramentas de manipulação de dados de sequenciamento.

### Alinhamentos múltiplos
O pacote Bio.Align permite fácil acesso a ferramentas de alinhamento múltiplos de sequências executadas por linha de comando, dentre eles: Clustal Omega, Clustal W, DIALIGN 2-2, MAFFT, MUSCLE, PRANK, PROBCONS e T-Coffee.
| Classe                  | Ferramenta                |
| ----------------------- | ------------------------- |
| MuscleCommandline       | MUSCLE                    |
| ClustalwCommandline     | Clustal W (versão 1 e 2)  |
| ClustalOmegaCommandline | Clustal Omega             |
| PrankCommandline        | PRANK                     |
| MafftCommandline        | MAFFT                     |
| DialignCommandline      | DIALIGN2-2                |
| ProbconsCommandline     | PROBCONS                  |
| TCoffeeCommandline      | TCoffee alignment program |
| MSAProbsCommandline     | MSAProbs                  |

A seguir será demonstrado um exemplo de alinhamento múltiplo usando o software Clustal W:
```
from
 
Bio.Align.Applications
 
import
 
ClustalwCommandline

entrada
 
=
 
"arquivo.fasta"

clustalw_cline
 
=
 
ClustalwCommandline
(
"clustalw2"
,
 
infile
=
entrada
)

print
 
clustalw_cline
 

# clustalw2 -infile=arquivo.fasta

```

### BLAST
BLAST é uma ferramenta para busca de alinhamentos locais de sequências. Biopython permite execução de BLAST localmente e pela internet.

#### BLAST pela Internet
Biopython permite a execução de BLAST pelo web service do NCBI usando a função qblast( ) da classe NCBIWWW do módulo Bio.Blast. A execução de BLAST online pela classe NCBIWWW requer como entrada a versão do BLAST utilizada para busca (blastn, blastp, blastx ou tblastn), além da base de dados, a sequência armazenada no objeto que recebeu o arquivo FASTA de busca e um tipo de formato para saída dos dados.
```
from
 
Bio.Blast
 
import
 
NCBIWWW

from
 
Bio
 
import
 
SeqIO

fasta
 
=
 
SeqIO
.
read
(
"seq.fasta"
,
 
format
=
"fasta"
)

output
 
=
 
NCBIWWW
.
qblast
(
"blastn"
,
 
"nt"
,
 
fasta
.
seq
,
 
format_type
=
"Text"
)

print
 
output
.
read
()

```

#### BLAST Local
Executar BLAST localmente, em geral, é mais rápido que pela Internet. Além disso, isso permite que você construa suas próprias bases de dados. Entretanto, para isso é necessário:
- Suíte NCBI-BLAST+ instalada[41];
- Base de dados desejadas para consultas estejam armazenadas localmente.Você pode comparar duas sequências em localmente usando o comando NcbiblastnCommandline (usado para sequências de nucleotídeos). Para isso, é necessário que a suite de aplicações NCBI-BLAST+ esteja instalada.from Bio.Blast.Applications import *

comando_blastn = NcbiblastnCommandline(query="seqA.fasta", subject="seqB.fasta", outfmt=0, out="output.txt")

stdout, stderr = comando_blastn()

resultado_blast = open("output.txt","r")

linhas = resultado_blast.read()
print linhas
Biopython também permite a execução de outras versões do programa BLAST:

| Método                    | Versão do BLAST |
| ------------------------- | --------------- |
| NcbiblastpCommandline( )  | blastp          |
| NcbiblastxCommandline( )  | blastx          |
| NcbitblastnCommandline( ) | tblastn         |
| NcbitblastxCommandline( ) | tblastx         |
| NcbiblastnCommandline( )  | blastn          |